# Emmenomma
Genre
Emmenomma est un genre d'araignées aranéomorphes de la famille des Macrobunidae.

## Distribution
Les espèces de ce genre se rencontrent en Argentine, au Chili et aux îles Malouines.

## Liste des espèces
Selon World Spider Catalog (version 25.0, 06/03/2024) :
- Emmenomma joshuabelli Almeida-Silva, Griswold & Brescovit, 2015
- Emmenomma obscurum Simon, 1905
- Emmenomma oculatum Simon, 1884

## Systématique et taxinomie
Ce genre a été décrit par Simon en 1884 dans les Agelenidae. Il est placé dans les Amaurobiidae par Lehtinen en 1967 puis dans les Macrobunidae par Gorneau, Crews, Cala-Riquelme, Montana, Spagna, Ballarin, Almeida-Silva et Esposito en 2023.

## Publication originale
- Simon, 1884 : « Arachnides recueillis par la Mission du Cap Horn en 1882-1883. » Bulletin de la Société zoologique de France, vol. 9, p. 117-144 (texte intégral).